# Blank Face LP
Die Blank Face LP ist das vierte Studioalbum des US-amerikanischen Rappers Schoolboy Q, das im Juli 2016 erschien.

## Entstehung und Veröffentlichung
Die Erstveröffentlichung der Blank Face LP erfolgte am 8. Juli 2016 bei den Musiklabels Interscope Records und Top Dawg Entertainment. Das Album erschien in seiner Originalausführung als CD (Katalognummer: 0602557010923) und Download 17 Titeln. Am 18. November desselben Jahres erschien es erstmals als LP-Ausführung (Katalognummer: 00602557029970).
Geschrieben und produziert wurden die Lieder von verschiedenen, wechselnden Autoren und Musikproduzenten. Schoolboy Q selbst war beim Schreibprozess von allen Liedern beteiligt.

## Titelliste
1. Torch – 5:34
2. Lord Have Mercy – 1:44
3. That Part (feat. Kanye West) – 5:13
4. Groovy Tony / Eddie Kane (feat. Jadakiss) – 6:19
5. Kno Ya Wrong (feat. Lance Skiiiwalker) – 5:25
6. Ride Out (feat. Vince Staples) – 4:47
7. Whateva U Want (feat. Candice Pillay) – 3:50
8. By Any Means – 3:34
9. Dope Dealer (feat. E-40) – 3:42
10. John Muir – 3:39
11. Big Body (feat. Tha Dogg Pound) – 3:43
12. Neva Change (fea. SZA) – 4:29
13. Str8 Ballin’ – 4:09
14. Black Thoughts – 3:42
15. Blank Face (feat. Anderson Paak) – 3:14
16. Overtime (feat. Miguel & Justine Skye) – 4:38
17. Tookie Knows II (feat. Traffic & TF) – 4:45

## Rezeption

### Rezensionen
Die E-Zine Laut.de bewertete Blank Face LP mit vier von möglichen fünf Punkten. Aus Sicht des Redakteurs Philipp Kopka liefere Schoolboy Q mit Blank Face LP „zwar sein bisher schlüssigstes, aber auch viel zu opulent ausfallendes Album.“ Inhaltlich prägen „hauptsächlich klassische Gangster-Geschichten“ das vierte Album des Rappers. Sowohl die „Blickwinkel auf sein Umfeld“ als auch der Vortrag ScHoolboy Qs klingen „äußerst variantenreich“ und bieten „verschiedenste Facetten.“ Die Gastrapper liefern „Abwechslung, ohne dem Star das Rampenlicht zu stehlen.“ In gleicher Weise verhalte es sich mit den Produktionen. Negativ bewertet Kopka die „mit 17 Tracks deutlich längere Spielzeit“ als beim vorherigen Album Oxymoron, durch die Blank Face LP „neben großartigen Songs zu viele Filler“ enthalte. Dies bleibe als „bitterer Beigeschmack“ eines Albums, das „erst bei genauerem Hinhören seine ganze Strahlkraft“ entfache.

### Bestenliste
In der Liste der besten „Hip Hop-Alben des Jahres“ 2016 von Laut.de wurde Blank Face LP auf Rang 12 platziert. So klinge das Album „musikalischer, psychedelischer und vor allem abwechslungsreicher“ als Oxymoron. Neben der „Single-Hymne“ THat Part und dem „absoluten Übertrack“ By Any Means finde sich etwa das „Dance-Pop angehauchte ‚Whateva You Want‘ wieder, das zu den besten Stücken der Platte“ gehöre.

## Kommerzieller Erfolg

### Chartplatzierungen
Die Blank Face LP avancierte zum Top-10-Erfolg in den Vereinigten Staaten (Rang 2), Neuseeland (Rang 5) und Australien (Rang 9).
| ChartsChartplatzierungen       | Höchstplatzierung | Wochen |
| ------------------------------ | ----------------- | ------ |
| Deutschland (GfK)              | 73 (1 Wo.)        | 1      |
| Schweiz (IFPI)                 | 14 (3 Wo.)        | 3      |
| Vereinigte Staaten (Billboard) | 2 (19 Wo.)        | 19     |
| Vereinigtes Königreich (OCC)   | 36 (2 Wo.)        | 2      |

| ChartsJahrescharts (2016)      | Platzierung |
| ------------------------------ | ----------- |
| Vereinigte Staaten (Billboard) | 134         |

### Auszeichnungen für Musikverkäufe
| Land/Region               | Auszeichnungen für Musikverkäufe (Land/Region, Auszeichnung, Verkäufe) | Verkäufe |
| ------------------------- | ---------------------------------------------------------------------- | -------- |
| Neuseeland (RMNZ)         | Gold                                                                   | 7.500    |
| Vereinigte Staaten (RIAA) | Gold                                                                   | 500.000  |
| Insgesamt                 | 2× Gold ·                                                              | 507.500  |